# Cercospora zeae-maydis
Cercospora zeae-maydis är en svampart som beskrevs av Tehon & E.Y. Daniels 1925. Cercospora zeae-maydis ingår i släktet Cercospora och familjen Mycosphaerellaceae.  Inga underarter finns listade i Catalogue of Life.

## Källor

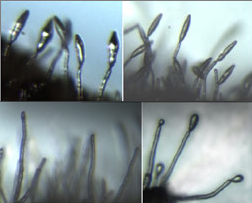
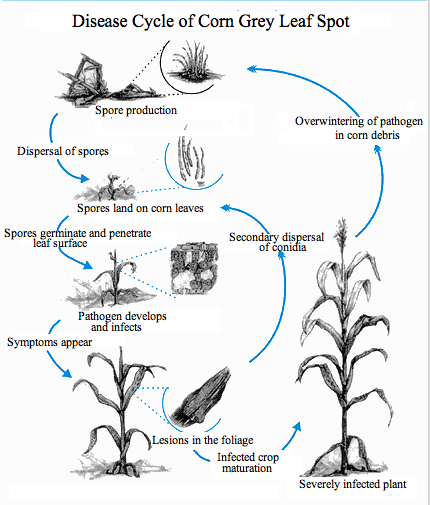